# Jacques Cœur

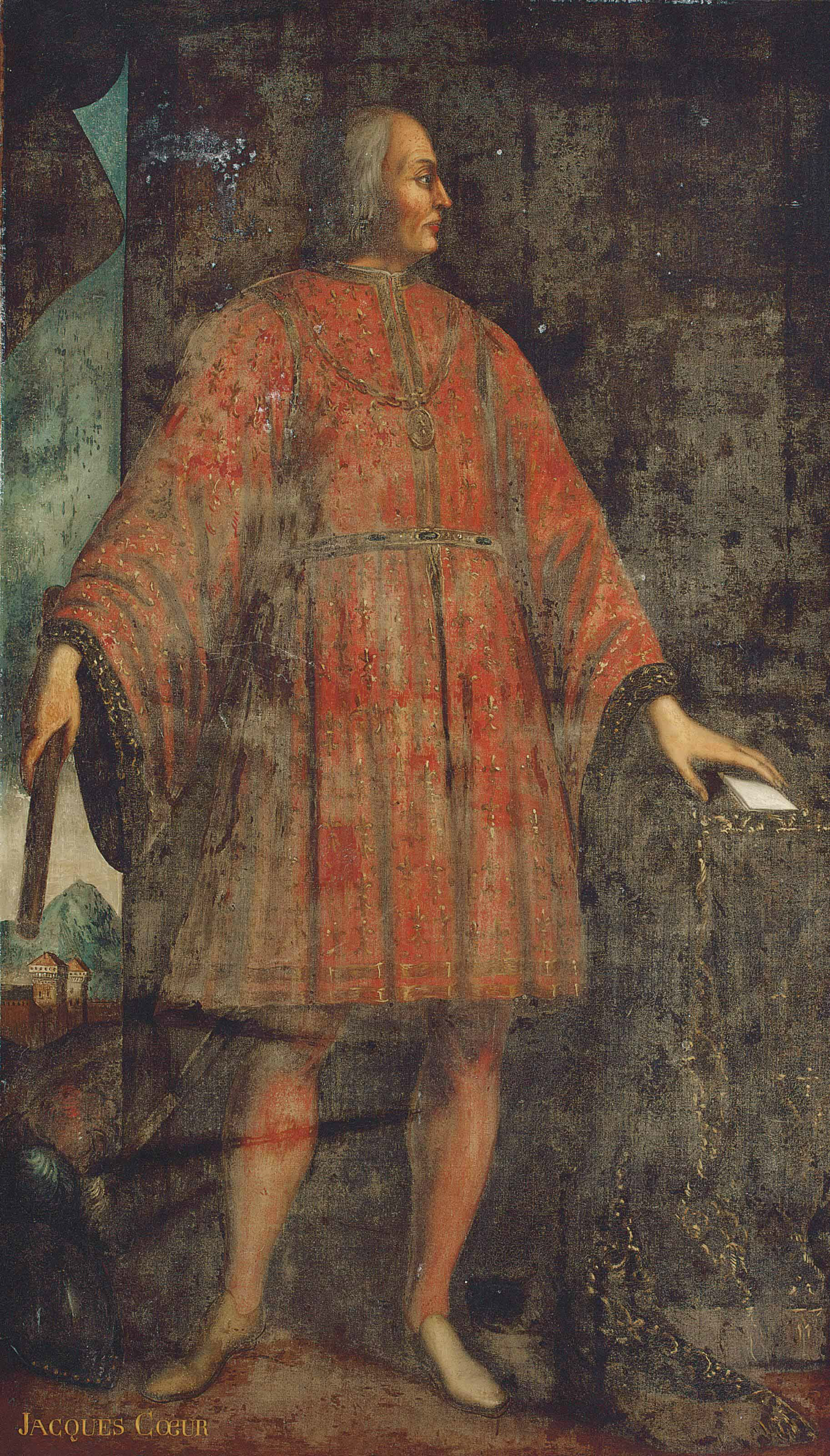
Jacques Coeur.

Jacques Cœur (Bourges, 1395 - Chios, 25 november 1456) was een Franse koopman. Hij zette met anderen de handel op tussen Frankrijk en de Levant en zorgde er bijna in zijn eentje voor dat Marseille de belangrijkste haven werd van de Middellandse Zee. Hij was een van de beroemdste en invloedrijkste handelaren aller tijden. Zijn rijkdom was zo groot dat deze ruim een vijfde deel vormde van de inkomsten van de Franse koning. Hij werd geboren in Bourges waar zijn vader, Pierre Cœur, een rijke koopman was.

## Jonge jaren
In 1418 trouwde hij Mace de Lodepart, dochter van Lambert de Lodepart, een invloedrijk burger, provoost van Bourges en een voormalige kamerbediende van Hertog Jan van Berry. Rond 1429 vormde hij een partnerschap met de gebroeders Godard. In 1432 handelde hij vanuit Damascus – galappels, wol en zijde, geitenhaar, en tapijten met Frankrijk via Narbonne. In hetzelfde jaar vestigde hij zich in Montpellier en begon aan de enorme ondernemingen die hem beroemd maakten in de kringen van bankiers. Details zijn niet bekend, maar het is duidelijk dat hij zijn land binnen enkele jaren in staat stelde om te wedijveren met de grote repubbliche marinare van Italië. Daarnaast bleek hij als eenvoudige handelaar in staat om de Maltezer Ridders op Rodos en Venetië bij te staan.

## In koninklijke dienst

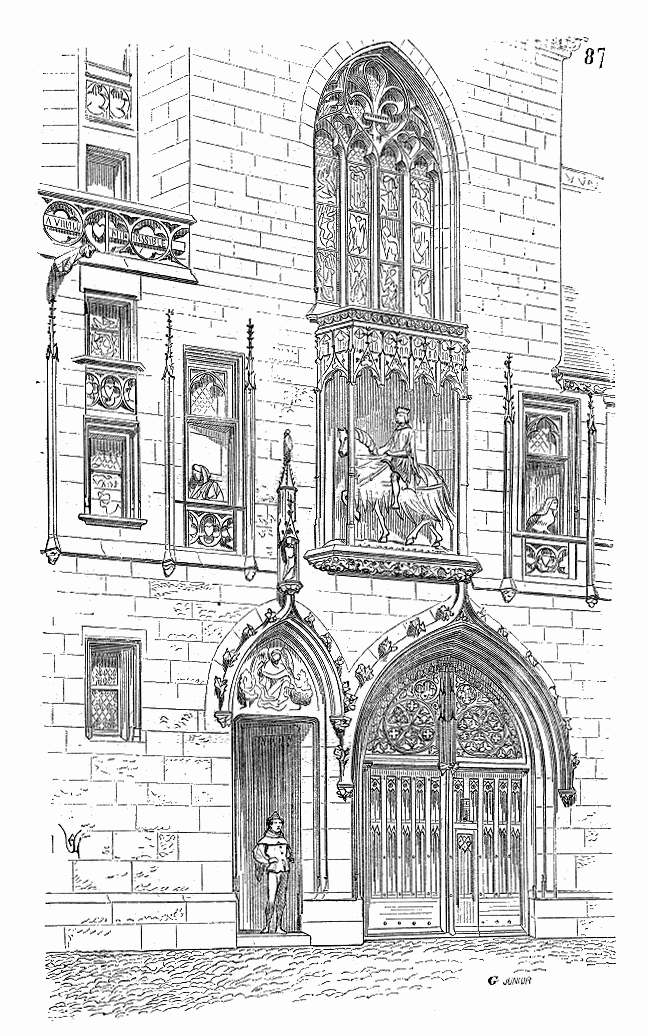
Ingang van het Palais Jacques Cœur in Bourges

In 1436 werd Cœur naar Parijs bevolen door Karel VII en werd aangesteld als hoofd van het munthuis dat net was opgericht. Het was een zeer belangrijke en zware functie. Het land ging gebukt onder de lasten van drie regeringen, zowel Frans als Engels. Karel had daarom tot drastische hervormingen besloten. Hierbij werd hij vakkundig bijgestaan door Cœur. Hij was de drijvende kracht achter alle verordeningen betreffende aanmunting tussen 1435 en 1451. In 1438 werd hij thesaurier. In 1441 werd hij met zijn familie verheven in de adelstand. In 1444 werd hij als een van de commissarissen van de koning aangesteld om het nieuwe parlement van Languedoc voor te zitten, een waardigheid die hij bekleedde tot hij in ongenade viel. In 1445 sloten zijn agenten een verdrag tussen de sultan van Egypte en de ridders van Rodos. In 1447 werd op zijn voordracht zijn aangetrouwde neef Jean de Village op een diplomatieke missie naar Egypte gestuurd. De resultaten waren zeer belangrijk; er werden concessies verkregen die de positie van de Franse consuls in de Levant sterk verbeterden. Daarmee werd de invloed gevestigd die, met onderbrekingen, zorgde voor een enorm economisch belang voor Frankrijk.
In hetzelfde jaar nam Cœur deel aan een ambassade naar Amadeus VIII, de voormalige hertog van Savoye, die in 1431 gekozen was als paus Felix V door het Concilie van Bazel. In 1448 vertegenwoordigde hij de Franse koning aan het hof van paus Nicolaas V en wist een overeenkomst te bewerkstelligen tussen Nicolaas en Amadeus en eindigde zo het Westers Schisma. Nicolaas behandelde hem met alle egards en huisvestte hem in het apostolisch paleis en gaf hem speciale toestemming om om te gaan met ongelovigen. Rond deze tijd gaf hij ook grote leningen aan Karel, zodat deze zijn oorlogen kon voortzetten. In 1449, na te hebben meegevochten aan de zijde van de koning, vestigde hij zich in zijn gevolg in Rouen.
Dit was het hoogtepunt van de koopman. Hij had Frankrijk tijdens drie diplomatieke missies vertegenwoordigd en had een belangrijk aandeel in de verdrijving van de Engelsen uit Normandië. Hij bekleedde diverse hoge posities en bezat het grootste fortuin dat vergaard was door een gewone Fransman. De zee was vergeven met zijn schepen, hij had zo'n 300 agenten in dienst en handelshuizen in alle belangrijke steden in Frankrijk. Hij bouwde huizen en kapellen en stichtte universiteiten in Parijs, Montpellier en Bourges. Het huis in Bourges was van uitzonderlijke grandeur en is tot op heden een van de mooiste monumenten uit de middeleeuwen in Frankrijk. Hij bouwde daar ook de sacristie van de kathedraal en een graftombe voor zijn familie. Zijn broer Nicolaas werd bisschop van Lyon, zijn zuster trouwde Jean Bochetel, de secretaris van de koning, zijn dochter trouwde de zoon van de burggraaf van Bourges en zijn zoon Jean werd aartsbisschop van Bourges.

Cœur heeft zijn naam, een woordgrapje of rebus bestaande uit een sint-jakobsschelp en een hart, overal in zijn huis in Bourges laten aanbrengen. Ook onder zijn wapenschild met de vier harten in keel (rood) staat het motto als wapenspreuk. 

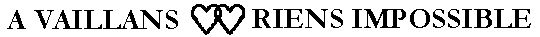
Motto

## Ondergang

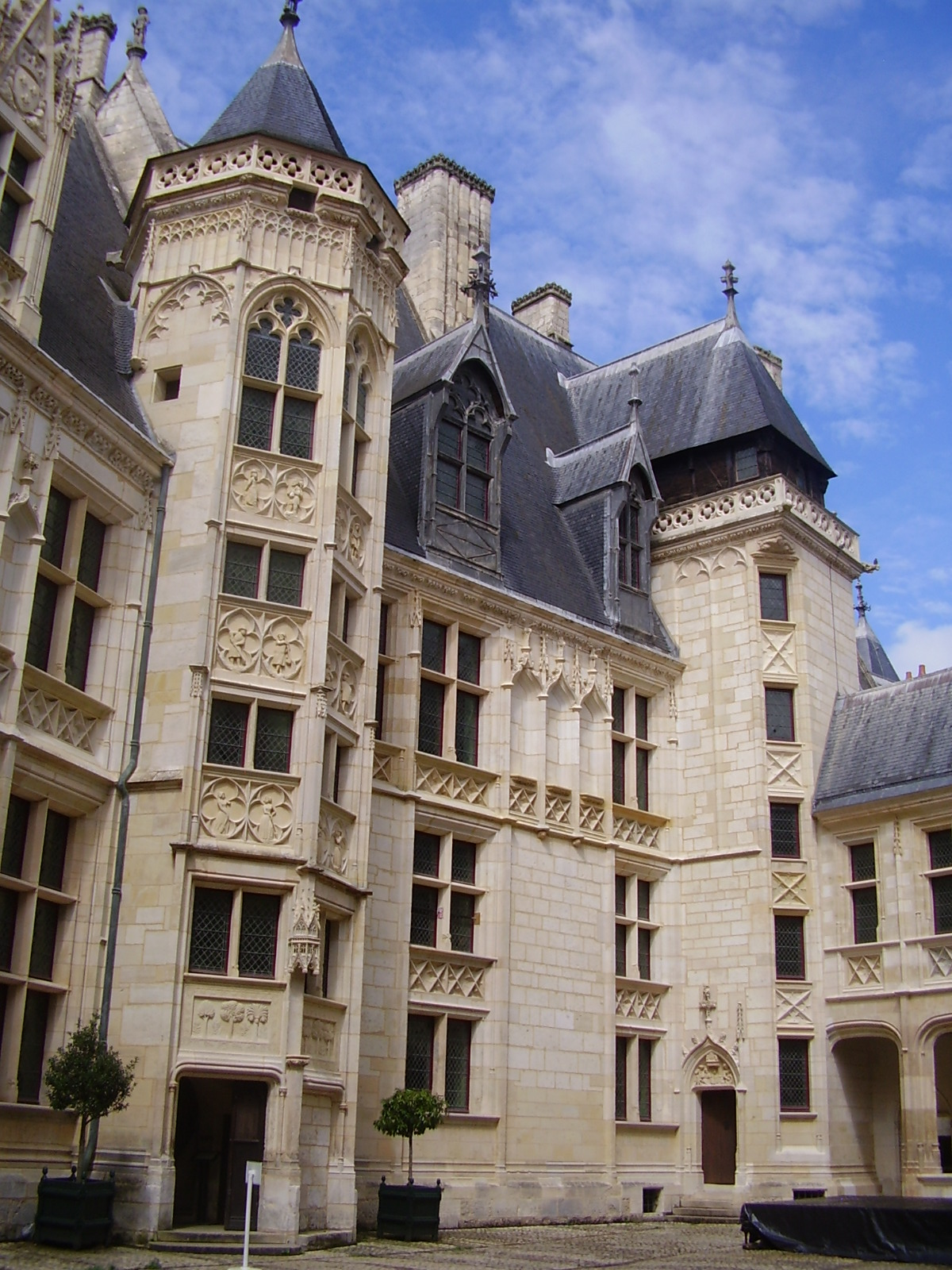
Binnenplaats van het stadspaleis van Jacques Cœur in Bourges

Maar Cœurs enorme monopolie veroorzaakte zijn ondergang. Handelend in alles, in geld en wapens, huiden en juwelen, brokaat en wol, was hij een makelaar, bankier en herenboer die de handel in het land gemonopoliseerd had en handelaren klaagden dat ze hierdoor geen winst meer konden maken. Hij had geld geleend aan leden van de koninklijke familie, de koning zelf en andere hoge functionarissen. Zijn schuldenaars zaten te azen op zijn ondergang.
In februari 1450 overleed Agnès Sorel, de maîtresse van de koning, plotseling. Achttien maanden later werd beweerd dat ze was vergiftigd en een hofdame die geld verschuldigd was aan Jacques Cœur, Jeanne de Vendôme - de vrouw van François de Montberon - en een Italiaan, Jacques Colonna, beschuldigden hem van de vergiftiging. Er was zelfs geen voorwendsel voor deze beschuldiging, maar voor deze en andere zogenaamde misdaden gaf de koning opdracht hem te arresteren en zijn bezit in beslag te nemen, op 31 juli 1451. Koning Karel reserveerde er meteen een groot bedrag van om de oorlog in Guyenne te betalen. Buitengewone commissarissen, de verklaarde vijanden van de koopman, werden gekozen om de berechting uit te voeren. Een verhoor begon waarin de ondervragers schuldenaren waren van de gevangene dan wel de beheerders van zijn verbeurd verklaarde landgoederen. Hij werd beschuldigd van het betalen van ongelovigen met Frans goud, het munten van te licht geld, het ronselen van roeiers voor zijn galeien, het terugsturen van een christelijke slaaf die zijn toevlucht had gezocht aan boord van een van zijn schepen, en van afpersing en fraude in Languedoc in het nadeel van de koning. Hij verdedigde zichzelf met alle kracht die hij had. Zijn onschuld was overduidelijk, maar een veroordeling was nodig en ondanks pogingen van zijn vrienden werd hij na tweeëntwintig maanden opsluiting (in vijf verschillende gevangenissen) veroordeeld tot openbare boetedoening en het betalen van een groot bedrag aan de koning. Daarnaast werd al zijn bezit in beslag genomen en werd hij verbannen.
Op 5 juni 1453 werd de straf uitgevoerd in Poitiers. Bijna drie jaar hierna werd niets van hem vernomen. Het is waarschijnlijk dat hij gevangen bleef. Zijn enorme bezit werd verdeeld onder getrouwen van Karel. In 1455 probeerde Jacques Cœur te ontsnappen naar Provence. Hij werd achtervolgd, maar Jean de Village en twee van zijn voormalige agenten brachten hem naar Tarascon, vanwaar hij er via Marseille, Nice en Pisa in slaagde om Rome te bereiken. Hij werd eervol en vreugdevol ontvangen door paus Nicolaas V, die bezig was een expeditie uit te voeren tegen de Turken. Na de dood van Nicolaas zette paus Calixtus III zijn werk voort en benoemde zijn gast tot kapitein van een vloot van zestien galeien die Rodos moesten ontzetten. Cœur vertrok, maar werd ziek opgenomen in Chios waar hij overleed op 25 november 1456. Na zijn dood toonde Karel VII zich gunstig gezind ten opzichte van de familie en stond Jacques Cœurs zonen toe om het resterende bezit van hun vader over te nemen.